# Felício dos Santos
Felício dos Santos este un oraș în Minas Gerais (MG), Brazilia.